# Stellaria cupaniana
Stellaria cupaniana är en nejlikväxtart som först beskrevs av Jordan och Fourr., och fick sitt nu gällande namn av Beguinot. Stellaria cupaniana ingår i släktet stjärnblommor, och familjen nejlikväxter. Inga underarter finns listade i Catalogue of Life.